# Unicorn Grocery
Unicorn Grocery (pol. Spożywczy Jednorożec) – spółdzielczy sklep spożywczy zlokalizowany w Chorlton-cum-Hardy, w Manchestrze. Jako spółdzielnia pracownicza jest kontrolowany w sposób demokratyczny przez jej członków/właścicieli, którzy prowadzą działalność gospodarczą w oparciu o płaską strukturę organizacyjną i jednakową stawkę wynagrodzenia. Etyka stanowi podstawę działalności biznesowej, a Statut firmy stanowi ramy, w których działa biznes.
Unicorn jest ściśle związany z lokalną siostrzaną firmą Glebelands City Growers in Sale i posiada 21 akrów (8,5 ha) podmiejskich gruntów uprawnych w Glazebury. Sprzedaje świeżą, suszoną i przetworzoną żywność oraz napoje, w dużej mierze ekologiczne, z naciskiem na lokalne i sprawiedliwe zaopatrzenie, jak również artykuły gospodarstwa domowego, pielęgnacji ciała i ogólne artykuły spożywcze. Utrzymując ceny zgodne z cenami w supermarketach, Unicorn jest jednym z największych niezależnych, całodziennych sklepów spożywczych w Wielkiej Brytanii, a jego roczny obrót wynosi około 8 milionów funtów. W 2017 zdobył nagrodę BBC Food & Farming Awards „Najlepsza żywność detaliczna”. W 2008 zdobył dwie nagrody krajowe: „Najlepsza lokalna żywność detaliczna” Radia BBC oraz „Najlepszy niezależny detalista” miesięcznika Observer Food.

## Model i struktura
Firma opiera się na modelu opracowanym przez Rogera Sawtella, byłego przewodniczącego Industrial Common Ownership Movement (ICOM), federacji spółdzielczej, która obecnie jest częścią Co-operatives UK. Roger obszernie pisał o strukturze współpracy i partycypacji pracowników, a jego model został po raz pierwszy wprowadzony w życie w Daily Bread Co-operative, spółdzielni pracowniczej w Northampton (obecnie z siostrzanym oddziałem w Cambridge). Pomysł założenia podobnej firmy w Manchesterze powstał w 1994, na podstawie doświadczeń Adama Yorka, który pracował w sklepie Northampton.
Model obraca się wokół bezpośrednich, często masowych zakupów (w miarę możliwości bezpośrednio od producentów, a nie od dystrybutorów), przetwarzania na miejscu w celu uzyskania wartości dodanej oraz konkurencyjnych marż i cen, odpowiadających cenom z supermarketów. Unicorn opiera się na podstawowych zasadach organizacji spółdzielczej, to znaczy, że właścicielem i demokratycznym kierownikiem przedsiębiorstwa są jego pracownicy (członkowie spółdzielni), oni otrzymują zyski lub inne korzyści generowane przez przedsiębiorstwo. Nie ma zewnętrznych udziałowców, kadry kierowniczej ani właścicieli. Spółdzielnia jest prawie całkowicie ‘wspólna’, tzn. wszyscy pracownicy są członkami spółdzielni. Wyjątek stanowi fakt, że od 5 do 10% potrzebnych godzin może być wykonywanych przez ‘dorywczy’ personel. Eksperymenty z trzecim poziomem ‘asystentów sklepowych’, którzy nie byli członkami, okazały się niepraktyczne.

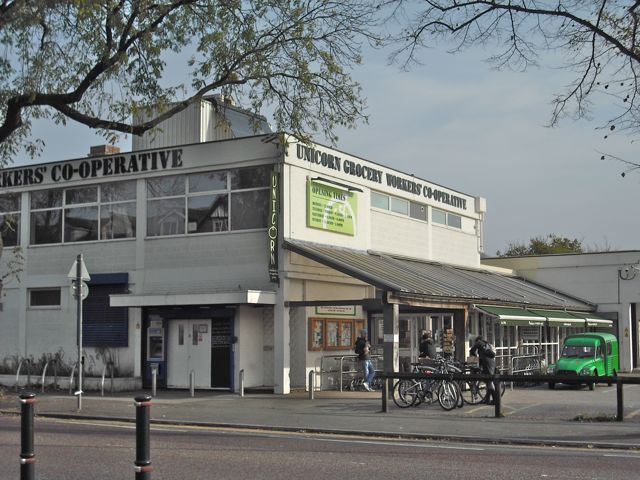
Sklep Unicorn Grocery w 2011 r.

## Unicorn Grocery dziś
Biznes zajmuje teren o powierzchni 930 m² (w tym duże powierzchnie magazynowe i biurowe), osiąga obroty rzędu 8 milionów funtów i zatrudnia około 70 członków spółdzielni oraz pracowników tymczasowych. Sprzedaje niepakowane ekologiczne owoce i warzywa, podstawowe suszone składniki, żywność gotową, produkty chłodzone i delikatesowe, ekologiczny chleb i alkohol oraz przyjazne dla środowiska produkty dla ciała i gospodarstwa domowego. Wszystkie są pozyskiwane zgodnie z zasadami obowiązującymi w sklepie, z naciskiem na lokalny, ekologiczny i sprawiedliwy handel. Oprócz artykułów spożywczych, w sklepie znajduje się plac zabaw dla dzieci, informacje o produktach i ich przeznaczeniu oraz ‘zielony dach’. W 2007 członkowie Unicorn stali się właścicielami gruntów, kupując 21 akrów (85 tys. m²) ziemi uprawnej oddalonej o 23 km od sklepu w Glazebury w Cheshire, po raz kolejny korzystając z pożyczek na sfinansowanie zakupu. W celu poprawy i zabezpieczenia regionalnych dostaw świeżych warzyw do sklepów, grunty te zostaną wykorzystane do ekologicznej uprawy warzyw, na sprzedaż w sklepie, znacznie zmniejszając ilość mil żywności.

## Historia
Z pierwotnej grupy roboczej składającej się z dwóch osób, sklep został otwarty 21 września 1996 czteroosobową grupą roboczą oraz wolontariuszami. Wsparcie finansowe i doradztwo pochodziło z takich źródeł, jak Industrial Common Ownership Finance Ltd (ICOF), Co-op Finance Team, pożyczka i akcja kredytowa Triodos Bank (forma obligacji terminowych pozyskanych od sympatków i potencjalnych klientów). Obroty zaczęły się na poziomie 4000 funtów rocznie i osiągnęły 4 miliony funtów w 2007. Towarzyszył temu wzrost zatrudnienia, który w samym roku wyniósł 51 osób. Po wynajęciu terenu na 7 lat, firma Unicorn stanęła w obliczu zamknięcia w 2003, kiedy to właściciele „Town and Country” postanowili sprzedać teren. Wykorzystując 100 000 funtów z obligacji pożyczkowych zebranych w ciągu tygodnia hipotekę z banku Triodos oraz dodatkowe fundusze z ICOF, Co-operative Action i Inspiring Change Scheme Triodos Bank, firma Unicorn zebrała potrzebny milion funtów i kupiła budynek.
Rozwój wymusił zmiany organizacyjne w kooperacji, z których najważniejsze to stworzenie „struktury reprezentacyjnej”, odejście od wszystkich członków uczestniczących w odbywających się co tydzień zebraniach decyzyjnych. Po tym, jak grupa rozrosła się do ponad 15 osób, członkowie podzielili się na zespoły, a poszczególni członkowie kooperacji są obecnie reprezentowani przez „przeglądy zespołów” na odbywających się co dwa tygodnie zebraniach „forum”.

## Reguły
Unicorn Grocery działa w ramach zestawu wytycznych, znanych jako Statut:
- Bezpieczne zatrudnienie: Celem firmy jest zapewnienie bezpiecznego zatrudnienia dla swoich członków.
- Równe szanse: Celem firmy jest zarezerwowanie części zatrudnienia dla członków z niepełnosprawnością intelektualną.
- Zdrowa konsumpcja: Celem jest handel zdrową żywnością i artykułami gospodarstwa domowego nie pochodzącymi od zwierząt. Handel środkami spożywczymi, które zostały poddane minimalnemu przetworzeniu. Wytyczne dotyczące produktów obejmują unikanie dodawania cukru, soli i pochodnych zwierzęcych.
- Sprawiedliwy i zrównoważony handel: Dążenie do handlu w sposób wspierający zrównoważone środowisko i gospodarkę światową. Prowadzenie preferencyjnego handlu produktami, które są zgodne z etosem ‘sprawiedliwego handlu’.
- Solidarność we współpracy: Celem firmy jest wspieranie podobnych przedsięwzięć, spółdzielni lub innych. Celem jest zachęcanie do współpracy poprzez prowadzenie funduszu wspierającego projekty, które podzielają jego wizję społeczności i społeczeństwa w Wielkiej Brytanii. Do tego funduszu wpłacany jest 1% kosztów wynagrodzeń.